# Брезнишки партизански отряд
Брезнишки партизански отряд е подразделение на Първа Софийска въстаническа оперативна зона на т. нар. Народоосвободителна въстаническа армия (НОВА) по време на комунистическото партизанско движение в България (1941-1944). Действа в района на град Брезник.
Брезнишкият партизански отряд е създаден през юли 1944 година. Основно ядро на отряда са партизани от Първа и Втора софийска народоосвободителна бригада, завърнали се от неуспешните походи през май 1944 г. в Рила и Стара планина. Командир на отряда е Тодор Рангелов-Ярославски, заменен през август от Евстати Зарев. Политкомисар е Владо Стефанов. 
Извършва поход до с. Кална и с. Църна трава в Югославия. Снабдява се от партизаните на ЮНОА с английско оръжие, спуснато с парашути. Включен е в състава на Софийската народоосвободителна дивизия.
В началото на септември 1944 г. извършва боен поход към България. На 8 септември завзема с. Ново село. {{източник|Към отряда се присъединяват въстанали селяни от с. Ярославци, с. Завала, с. Чеканец и с. Билинци.  На 9 септември 1944 г. установява властта на ОФ в гр. Брезник.
След 9 септември 1944 г. влиза в състава на Първи гвардейски народоосвободителен полк и взема участие в първата фаза на войната срещу Германия.